# Maximilien Sébastien Foy
Pour les articles homonymes, voir Foy.
Pour les autres membres de la famille, voir Famille Foy.
Maximilien Sébastien Foy, né le 3 février 1775 à Ham et mort le 28 novembre 1825 à Paris, est un général de division français du Premier Empire et un homme politique.

## Biographie

### Jeunesse
Maximilien Sébastien Foy est issu de la bourgeoisie picarde. Le père de Maximilien, Florent Sébastien Foy, avait combattu à la bataille de Fontenoy. Il avait exercé, par la suite, les métiers de marchand de toile et de directeur de la poste aux lettres de Ham. Il devient maire de la ville en 1776. Sa mère Elisabeth Wisbec met au monde cinq enfants. La famille habite une maison située sur la Grand-Place de Ham. Son père meurt à l'âge de 55 ans en 1779, alors que Maximilien a tout juste quatre ans.
À neuf ans, il est élève à l'école latine de Ham comme l'ont été Vadé et, quelque temps plus tard, Jean-Charles Peltier. Puis, Maximilien Foy part poursuivre avec brio ses études au collège de l'Oratoire de Soissons qu'il quitte à l'âge de 14 ans, en 1789. L'année suivante, il embrasse la carrière des armes.

### Premières armes

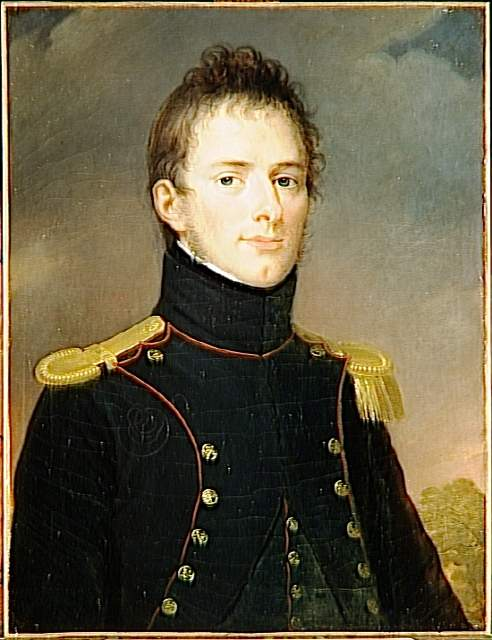
Albert Grégorius, M.-S. Foy, lieutenant d'artillerie, 1835, Musée de l’Histoire de France (Versailles).

Admis en 1790, à l'école d'artillerie de La Fère dès l'âge de 15 ans, puis de Châlons, il est reçu à 16 ans comme sous-lieutenant en second au 3e régiment d'artillerie à pied.
Il fait ses premières armes en 1792 à l'armée du Nord, sous les ordres de Dumouriez. C’est à Bataille de Jemappes en 1792, qu’il gagne les grades de lieutenant et de capitaine d'artillerie en 1793.
Soupçonné de sympathie girondine, il est arrêté à Cambrai en 1794 par Joseph Le Bon sur la dénonciation de deux de ses lieutenants, Girod et Lavoy.
Il passe en jugement à Maubeuge le 25 prairial an II. Il est acquitté du chef de dilapidation des deniers de la République mais déclaré coupable d'avoir pris et vendu une ration de fourrage pour un troisième cheval qu'il n'avait pas.
Le 13 juin 1794, il est en outre renvoyé devant le tribunal révolutionnaire pour avoir tenu des « propos inciviques » puis destitué.
La chute de Robespierre et des Montagnards, le 9 Thermidor, le sauve. Sa condamnation est annulée par un décret de la Convention du 25 mars 1795 et il est réintégré avec le grade de capitaine (puis de chef d'escadron) à la 5e compagnie du 2e régiment d'artillerie à cheval.

### Officier républicain
Il fait les campagnes de 1796 et 1797 à l'armée du Rhin et obtient le grade de chef d’escadron, il a à peine plus de 20 ans. Il est alors, en l'an VI, sur la recommandation de Desaix, choisi comme aide de camp par le jeune général Bonaparte ; mais il refuse cette nomination. On ignore ce qui a motivé ce refus. En 1799, il obtient à l’armée d'Helvétie les grades d'adjudant-général puis de chef de brigade. En 1800, à la tête du 5e régiment d'artillerie à cheval il combat à l'armée du Rhin sous les ordres de Moreau.

Il sert en Italie en 1801. À Bergame, il dîne un soir en compagnie d'un jeune sous-lieutenant de cavalerie, Henri Beyle, le futur Stendhal, qui dresse de lui ce portrait, dans son journal : 

« C'est un jeune militaire de petite taille et de la plus grande espérance, plein d'ambition et d'instruction. On est généralement jaloux de lui tout en lui rendant justice. D'ailleurs, les défauts de son caractère : l'esprit de contradiction et l'orgueil senti. »

Après de nouvelles victoires en Italie, la paix d'Amiens en 1802 le rappelle en France. Républicain convaincu, il refuse, malgré son admiration pour Bonaparte, de voter pour l'établissement du Consulat à vie. Son vote le consigne comme simple colonel pendant 7 ans.
Lors de la mise en jugement du général Moreau, une adresse — où la conduite politique de ce dernier est incriminée — est présentée à la signature du colonel Foy, mais celui-ci refuse de l'apposer en disant : « Qu'il était militaire et non pas juge. ». Un mandat d'amener est alors lancé contre lui, mais il est déjà reparti pour son commandement. Peu de temps après, il vote négativement avec Carnot pour l'établissement du régime impérial. Il continue de signaler sa valeur, ses talents et ses vertus militaires en Italie : le colonel Foy fait la campagne de l'an XIV avec le 2e corps. En 1806, il commande dans le Frioul et épouse, la même année, la fille adoptive du général Baraguey d'Hilliers. Il commande ensuite en Allemagne et au Portugal.

### Général d'Empire

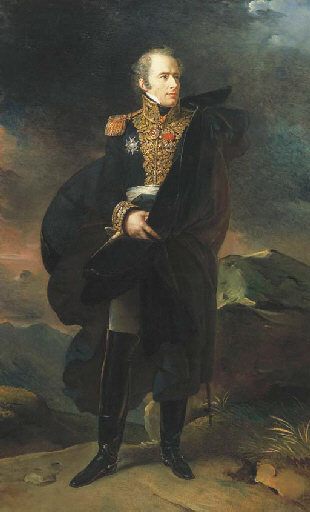
Portrait du général de division Foy, par François Gérard, 1826.

En 1807, il est envoyé à Constantinople pour organiser l'artillerie turque et se distingue à la défense des Dardanelles contre la flotte britannique. Passé à l'armée du Portugal, il est nommé général de brigade après la bataille de Vimeiro le 3 septembre 1808.

Napoléon à Sainte-Hélène en parle ainsi : 

« Les généraux qui semblaient réservés au plus brillant avenir étaient Gérard, Clausel, Foy, Lamarque, etc., c'étaient mes nouveaux maréchaux. »

Foy est choisi par le maréchal Masséna pour défendre auprès de Napoléon Ier la cause de l'armée du Portugal, arrêtée sur les bords du Tage par les lignes de Torres Vedras. C'est à la manière noble et habile dont il remplit cette mission honorable, qu'il doit d'être mieux apprécié par l'empereur, qui le renvoie à l'armée avec le grade de général de division le 29 novembre 1810. Placé dans une position plus avantageuse, le général Foy s'illustre au cours de la retraite du Portugal et pendant les campagnes suivantes en Espagne, notamment après la bataille des Arapiles, au passage du Douro, à Tordesillas, dans les affaires qu'il a à soutenir après la bataille de Vitoria.
Après la défaite des Arapiles, l'arrière-garde protégeant la retraite de l'armée française du Portugal du maréchal Marmont, est commandée par le général Foy quand elle subit de lourdes pertes le 23 juillet 1812 à Garcia Hernandez, face à la cavalerie lourde anglo-germanique lancée à sa poursuite. Il prend une part active à toutes les campagnes de la Péninsule et des Pyrénées jusqu'à la bataille d'Orthez où il est très grièvement blessé. Nommé inspecteur général d'infanterie en 1814, il se rallie à l'Empire pendant les Cent-Jours. Il commande alors la 9e d'infanterie — du 2e corps d'armée — dans la campagne de Belgique de 1815. Il reçoit à Waterloo le 18 juin 1815, la 15e blessure de sa carrière ; il reste néanmoins à son poste jusqu'à la fin de cette journée. Puis, il se rend à Ham où il rédige le 23 juin, à chaud, une relation de la bataille.

### Député libéral sous la Restauration
Pendant les Cent-Jours, le général Foy est candidat, en mai 1815, aux élections de la Chambre des représentants, dans l'arrondissement de Péronne, sans succès. En août 1815, pendant la Seconde Restauration, il est candidat une nouvelle fois dans l'arrondissement de Péronne et en préside le collège électoral, les élections se faisant au suffrage censitaire. Nouvel échec, il n'arrive qu'en 5e position. En 1816, après la dissolution de la Chambre par Louis XVIII, il est encore une fois candidat dans la circonscription de Péronne et subit un 3e échec.
Plusieurs attaques d'apoplexie, dont une très violente en novembre 1818, le tiennent éloigné de la vie politique. Il est nommé en 1819 inspecteur général d'infanterie dans les 2e et 16e divisions militaires.
Grâce à une propriété qu'il possède à Pithon, village proche de Ham mais dans le département voisin, le général Foy peut être élu, aux élections partielles du 11 septembre 1819, député du département de l'Aisne. Il est réélu en 1824 à Saint-Quentin, Vervins et Paris. Il opte pour Vervins.
À la Chambre des députés, il siège parmi les libéraux et en devient l'un des chefs de file. Dès son premier discours, il fait preuve d'un grand talent oratoire :

« Pendant un quart de siècle, presque tous nos concitoyens ont été soldats : depuis la paix, nos soldats sont redevenus citoyens. Souvenirs, sentiments, espérances, tout fut, tout est resté commun entre la masse du peuple et notre vieille armée. Aussi les paroles qui s’élèvent de cette tribune pour consoler de nobles misères sont-elles recueillies avec avidité jusque dans les moindres hameaux. Il y a de l’écho en France lorsqu’on prononce ici les mots d’honneur et de patrie ! »

— Discours sur l’ordre de la Légion d’honneur (30 décembre 1819).

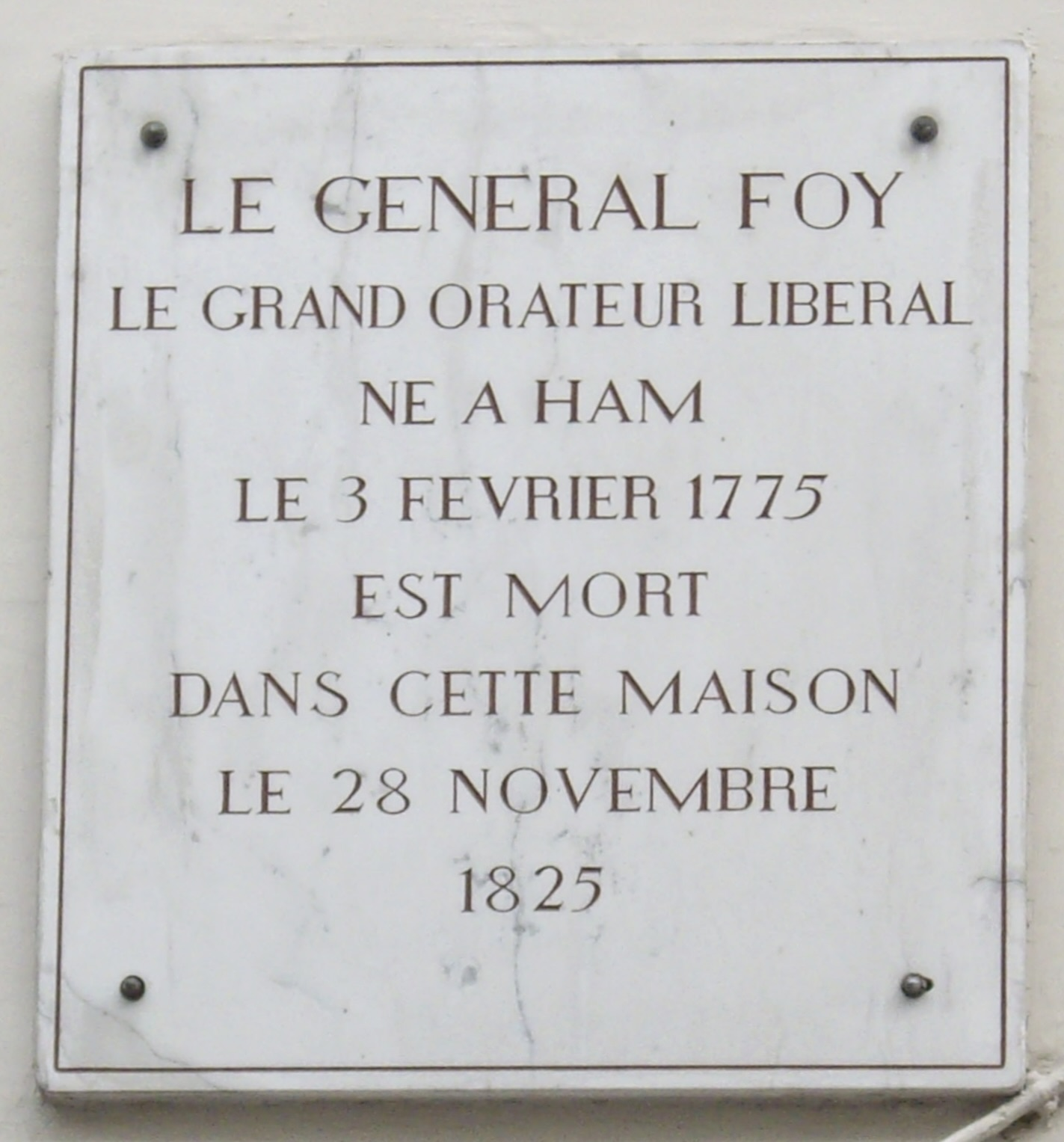
Plaque 62 rue de la Chaussée-d'Antin (Paris).

talent avec lequel il défend les principes constitutionnels, les sentiments patriotiques et la liberté de la presse. Il se bat pour un strict respect de la Charte constitutionnelle de 1814 et résume sa pensée dans une formule restée célèbre : « La Charte, toute la Charte, rien que la Charte. » Il ne cesse jusqu'à sa mort de s'opposer aux gouvernements de la Restauration. Ses pairs l'ont honoré en érigeant une statue dans les couloirs de l'Assemblée. Le jeune Alexandre Dumas lui rend visite le 1er avril 1823 et obtient de lui la recommandation qui lui permet d'entrer au service du duc d'Orléans.

Mais la maladie le mine depuis des années et son médecin, le docteur François Broussais lui recommande le repos. À l'été 1825, il part faire une cure à Cauterets, dans les Pyrénées, où une jeune femme alors inconnue, Aurore Dudevant, la future George Sand, le croise. Elle rédige sur lui ces quelques mots : 

« Le général Foy est ici. Il est bien malade. Je l'ai croisé seul, très pâle, une douce figure, triste, abattu. Il meurt, dit-on. »

Il meurt effectivement, à l’automne, à son domicile de la rue de la Chaussée-d'Antin (9e arrondissement de Paris).

### Funérailles «libérales»

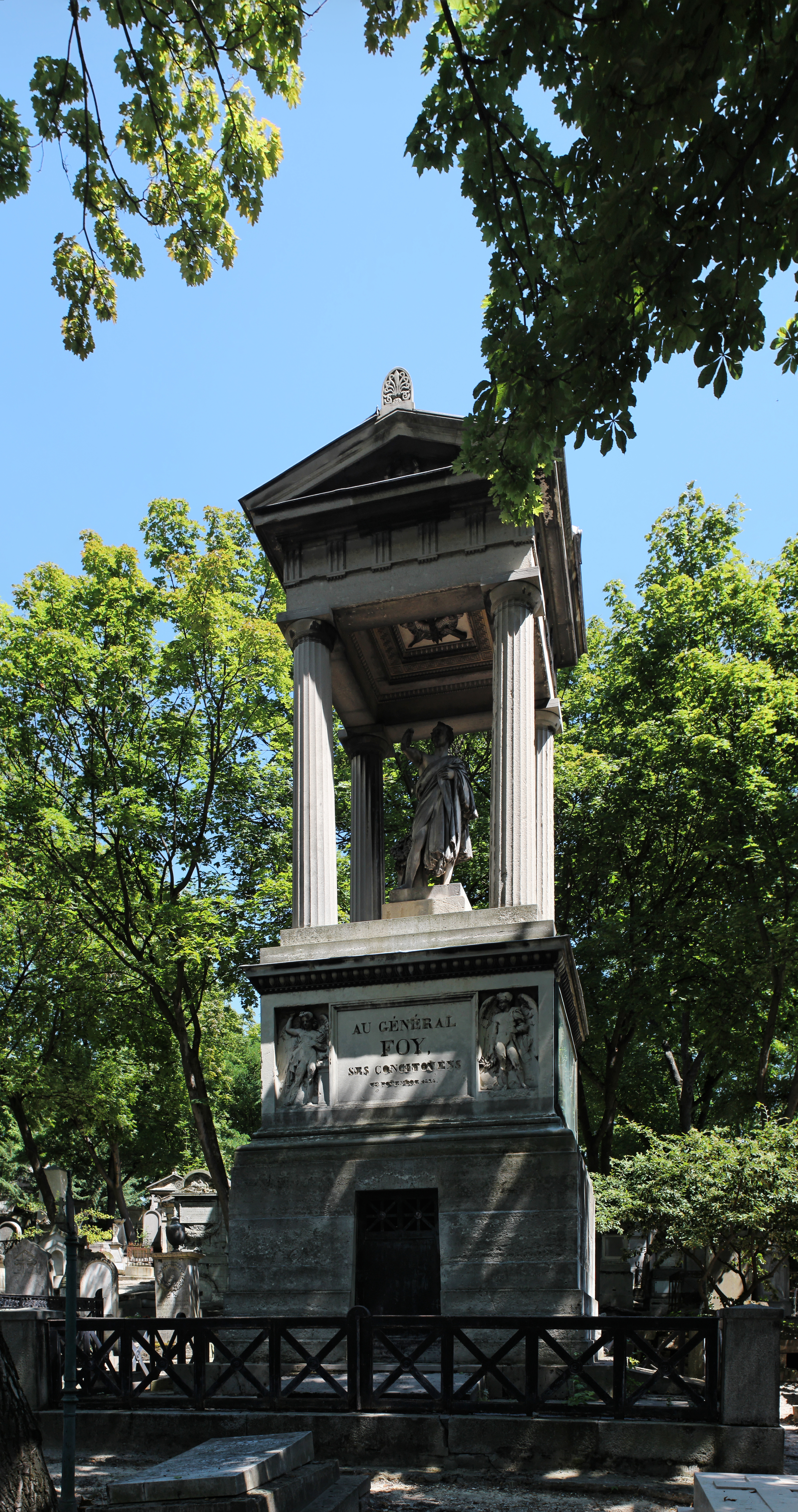
Tombeau du général Foy au cimetière du Père-Lachaise.

Une souscription nationale ouverte en faveur de sa famille produit près d'un million de francs. Ses obsèques, le 30 novembre 1825, sont suivies par une foule immense et sa dépouille reçoit les honneurs militaires. Le cortège conduit par ses trois fils et son ami Casimir Perier quitte la maison mortuaire du 62 rue de la Chaussée-d'Antin en tout début d'après-midi. Après une sobre cérémonie religieuse à l'église Notre-Dame de Lorette, le cortège funèbre, suivi par 60 000 à 100 000 personnes, gagne le cimetière du Père-Lachaise, sous une pluie battante, par les grands boulevards, il y arrive à 19 heures.
Le cortège réunit de très nombreuses personnalités politiques, militaires, littéraires et artistiques parmi lesquelles :
le duc d'Orléans — le futur Louis-Philippe —, Alexandre de Lameth, Horace Vernet, David d'Angers, Châteaubriand, Benjamin Constant, Victor Hugo, Prosper Mérimée, maréchal Jourdan, duc de Choiseul, Louis-Marie Prudhomme, André Dupin, Auguste de Kératry, Delphine Gay, … 
Il rassemble de très nombreux opposants au régime. Sur le cercueil, sont posées son épée et ses épaulettes qui sont saluées et baisées par la foule. Des couronnes civiques sont également posées sur le cercueil. Étudiants et commis, contrairement aux usages, portent le cercueil à bras.
Son tombeau, au cimetière du Père-Lachaise — 28e division — est surmonté en 1831 d'un grandiose monument dont Léon Vaudoyer est l'architecte. Il est orné de bas-reliefs retraçant sa carrière, sculptés par David d'Angers.

## Mariage et descendance

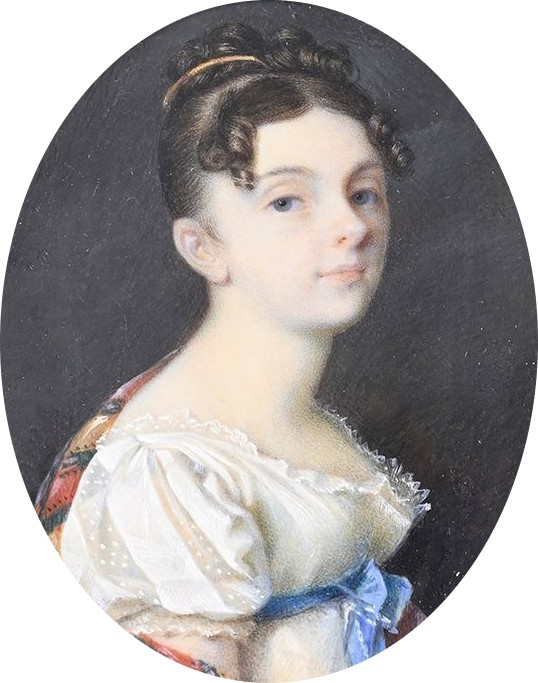
Portrait d'Élisabeth Daniels, comtesse Foy, 1807, par Ferdinando Quaglia

Le 20 avril 1807, Maximilien Sébastien Foy épouse Elisabeth Daniels (Mayence, 10 novembre 1790 - Paris, 25 décembre 1868), dite Lise, fille de Pierre Joseph Daniels, docteur en médecine et en chirurgie, juge de paix à Winnweiler et de son épouse Marie Ève Zittier, fille d'un fabricant de couteaux de Mayence. Après le remariage de sa mère, divorcée, avec le général français Louis Baraguey d'Hilliers, elle devient la fille adoptive de ce dernier.
Le couple a sept enfants : 

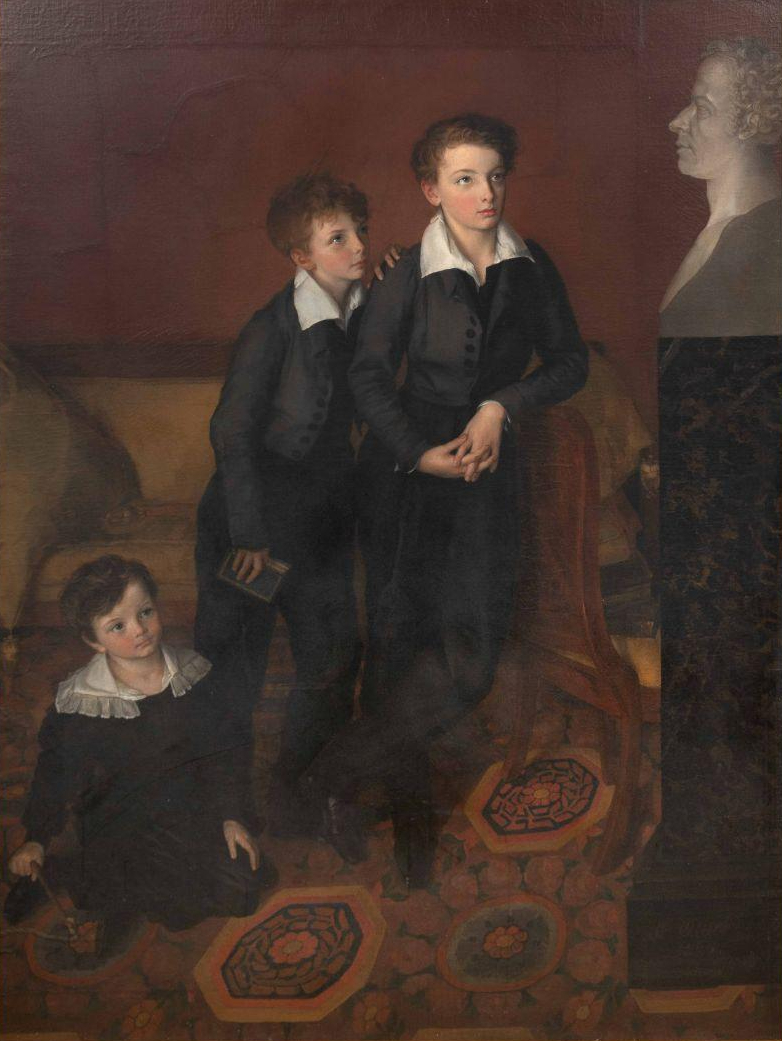
Augustine Cochet de Saint-Omer, Portrait des fils du général Foy contemplant le buste de leur père, 1826 (de gauche à droite : Maximilien, Tiburce et Fernand)

- Évelyne, née en 1808, et Élisabeth, née en 1811, qui ne vivent que quelques années ;
- Blanche Foy, née en 1814, qui épouse le baron Théobald Arcambal-Piscatory, dont elle a deux filles (l'une Isabelle épouse le frère de Blanche, Maximilien) ;
- Maximilien Sébastien Auguste Foy (1815-1871), dit « Fernand », 2e comte Foy, diplomate et homme politique, qui épouse Louise Germain de Montforton, fille du comte de Montforton, dont il a une fille et un fils ;
- Tiburce Foy (1816-1870), vicomte Foy, préfet des Ardennes, non marié ;
- Isabelle Foy, née en 1818, qui épouse Joseph-Henri Galos, dont elle a une fille ;
- Maximilien Foy (1822-1877), dit « Max », général de brigade, qui épouse en 1864 sa nièce Isabelle Piscatory, fille de sa sœur Blanche et de son époux Théobald Arcambal-Piscatory ; de cette alliance est issu Théobald Foy.

Ses descendants se sont alliés à de nombreuses familles issues de la noblesse et de la bourgeoisie : Piscatory, Germain de Montforton, Galos, Trubert, Tresvaux de Berteux, Gérard, Houdetot, Hellman, Ternaux-Compans, Chavagnac, Porgès, Pillet-Will, Brunet d'Evry, Lassus, Villedieu de Torcy, Pindray d'Ambelle, Lecoq, Balsan, Hermite, Le Caron de Fleury, Lépine de Saint-Georges, Léonino, Renoüard de Bussierre, Quélen, Phelps, Vogüé, Rarécourt de La Vallée de Pimodan, Riquet de Caraman, Farges de Rochefort-Sirieyx, Dufresne de Saint-Léon, Montesquiou-Fézensac, Orsetti, Marcoul de Montmagner de Loute, Firino-Martell, Seillière de Laborde, Fresson, Charles-Laurent, Poniatowski, Grosourdy de Saint-Pierre, Bessey de Contenson, Madre de Loos, Merlin d'Estreux de Beaugrenier, Drouin de Bouville, Reinach-Hirtzbach, Beraldi, Viard, Goulaine, Le Gallais, Bretillot, Le Sellier de Chézelles, Borel de Bretizel, Aubert de Trégomain, Costa de Beauregard, Porteu de la Morandière, Baudoux d'Hautefeuille, Sars, Duclaux de l'Estoille, Guichard, Maigret, Montal, Chasteigner de la Rocheposay, Taisne de Raymonval, Foulhiac de Padirac, Waroquier de Puel Parlan, Le Bret, Broglie, la Seiglière, Pelletier de Chambure, Gourlez de la Motte, Bellaigue de Bughas, Colonna d'Istria, Bès de Berc, Préveraud de Laubépierre de Vaumas, Mascureau, Besset, Nicolay, Bengy, Pasquier de Franclieu, Sokolov-von Rosen, la Celle, Liechtenstein.
Il est l'oncle d'Alphonse Foy (1797-1888) et de Maximilien-Prosper Foy (1805-1889).

## Publications
- Discours du Général Foy, précédés d'une notice biographique, 2 volumes in 8°, 1826. Paris, P. A. Moutardier, tome premier ; tome second ;
- Histoire des guerres de la Péninsule sous Napoléon, quatre volumes in-8, Paris, 1827.

## Distinctions
- Légion d'honneur :
  - officier le 25 prairial an XII, puis ;
  - commandeur le 9 janvier 1813, puis ;
  - grand officier le 29 juillet 1814.
- Commandeur de l'ordre du Croissant[e].
- Chevalier de Saint-Louis, obtenu grâce à l'intervention de Marmont auprès de Louis XVIII, en juillet 1814.

## Hommages posthumes

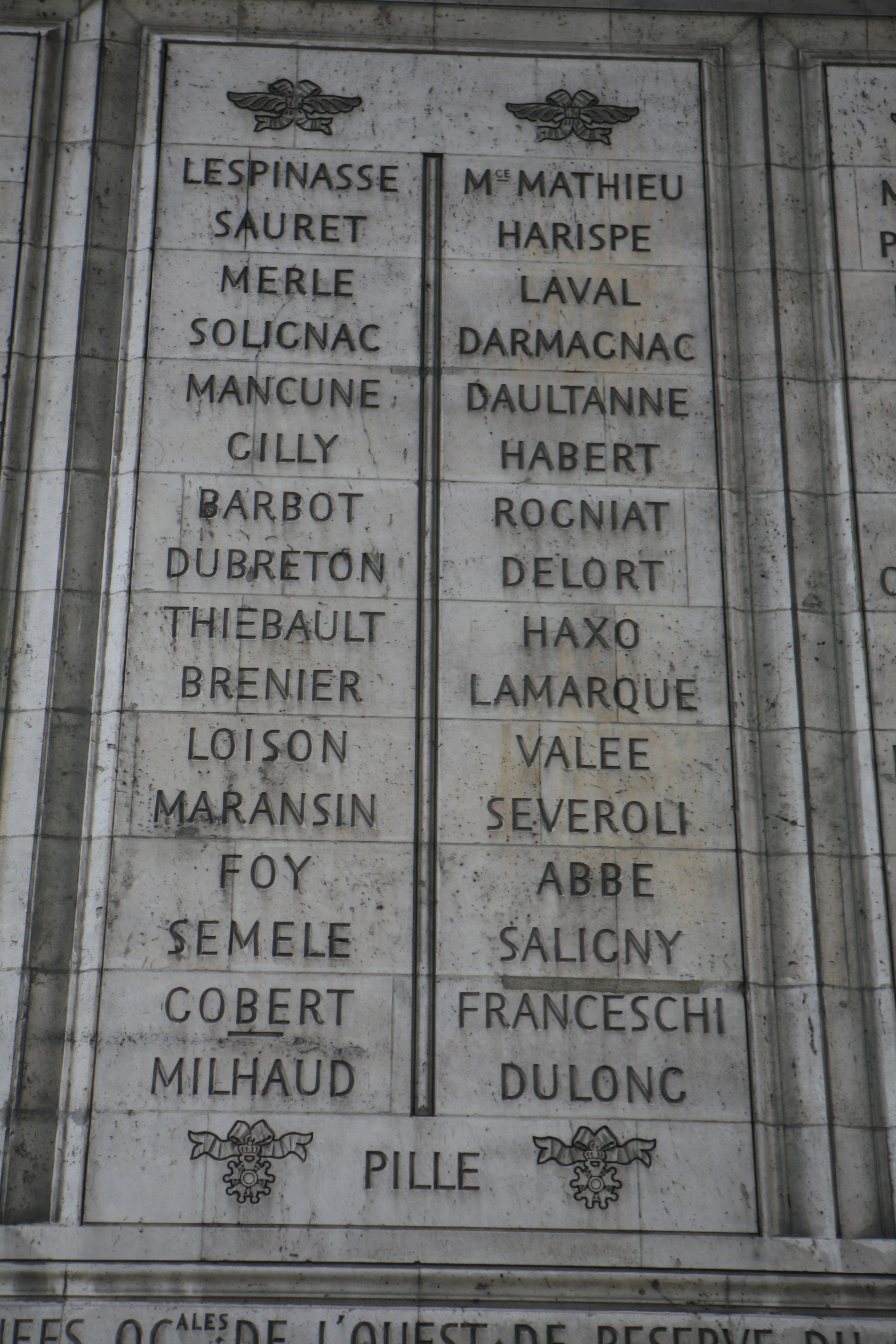
Noms gravés sous l'arc de triomphe de l'Étoile : pilier ouest, 35e et.

- Une médaille gravée par François Augustin Caunois, avec l'inscription « le Général Foy, député de l'Aisne », est frappée en 1825 après son décès.
- Le nom du général Foy est gravé sur le pilier ouest de l'arc de triomphe de l’Étoile.
- Une statue du général Foy par François-Joseph Bosio a été érigée dans le salon Casimir Perier du palais Bourbon, en 1833.
- Une autre statue en bronze par Ernest-Eugène Hiolle a été érigée à Ham, sa ville natale, en 1879.
- Un monument « Au Général Foy » a été érigé à l'endroit où il a été blessé lors de la bataille d'Orthez dans les Pyrénées-Atlantiques à 4 km d'Orthez.
- À Amiens, une statue du général Foy figure sur le monument des Illustrations picardes de Gédéon de Forceville.
- À Nancy, sur la place Stanislas, une brasserie nommée le Grand Café Foy rend hommage au général Foy.
- Il existe des rues ou avenues du général Foy dans plusieurs villes de France :

- Amiens,
- Ham,
- Hirson,
- Orthez,
- Paris (8e),
- Le Petit-Quevilly,
- Saint-Étienne,
- Saint-Quentin,
- Toul,
- Perpignan,
- Vervins…

- Le rosier « comte Foy », rose gallique créé par Lecomte, rosiériste à Rouen au début du XIXe, a été nommée en l'honneur du comte Maximilien Sébastien Foy[8].

## Titres
- Titre de baron Foy et de l'Empire, accordé par décret du 20 décembre 1809 (lettres patentes du 9 décembre 1810, Saint-Cloud[9]).
- 1er comte Foy et de l'Empire le 15 mai 1815[réf. à confirmer][10]).

## Armoiries
| Figure | Blasonnement |
|        | Armes du baron Foy et de l'Empire D'azur semé d'étoiles d'argent, à la barre du même, chargée de trois tourteaux de sable, franc-quartier des barons tirés de l'armée., - Livrées : les couleurs de l'écu. |

| Figure | Blasonnement |
|        | Armes du comte Foy et de l'Empire, pair de France D'azur, semé d'étoiles d'argent, à la barre du même, brochant sur le tout et chargée de trois tourteaux de sable. |